# Woman in Love
Woman in Love ist eine Popballade von Barbra Streisand aus dem Jahr 1980, die von Barry und Robin Gibb geschrieben und von Barry Gibb zusammen mit Albhy Galuten und Karl Richardson produziert wurde. Sie erschien auf dem Album Guilty.

## Geschichte
Nach dem Erfolg der Bee Gees mit dem Soundtrack zum Film Saturday Night Fever fragte Barbra Streisand bei ihnen an, ob sie auch ihr ein Album schreiben und produzieren könnten. Das Resultat war das Album Guilty. Durch den weltweiten Erfolg von Woman in Love wurden neben dem Song auch das Album und einige der Nachfolgesingles erfolgreich. 
Das Lied handelt von einer Frau, die alles versucht, um ihren Geliebten an sich zu binden. Die Erstveröffentlichung war am 16. August 1980. In den Vereinigten Staaten, Kanada, Großbritannien, Irland, Australien, Deutschland, Österreich, Schweiz, Niederlande, Belgien, Frankreich, Italien, Schweden und Norwegen wurde die Popballade ein Nummer-eins-Hit.
In der Radiosendung American Top 40 erwähnte Casey Kasem, dass dies der erste Nummer-eins-Hit sei, bei dem ein Interpret unverändert über 10 Sekunden einen Ton hält (I stumble and fall / But I give you it all). Dies übertraf 1992 Whitney Houston mit ihrer Coverversion des Dolly-Parton-Songs I Will Always Love You.

## Rezeption

### Chartplatzierungen
| ChartsChartplatzierungen       | Höchstplatzierung | Wochen |
| ------------------------------ | ----------------- | ------ |
| Deutschland (GfK)              | 1 (25 Wo.)        | 25     |
| Österreich (Ö3)                | 1 (16 Wo.)        | 16     |
| Schweiz (IFPI)                 | 1 (16 Wo.)        | 16     |
| Vereinigte Staaten (Billboard) | 1 (24 Wo.)        | 24     |
| Vereinigtes Königreich (OCC)   | 1 (16 Wo.)        | 16     |

| ChartsJahrescharts (1980) | Platzierung |
| ------------------------- | ----------- |
| Schweiz (IFPI)            | 12          |

| ChartsJahrescharts (1981)      | Platzierung |
| ------------------------------ | ----------- |
| Deutschland (GfK)              | 32          |
| Vereinigte Staaten (Billboard) | 35          |

### Auszeichnungen für Musikverkäufe
| Land/Region                  | Auszeichnungen für Musikverkäufe (Land/Region, Auszeichnung, Verkäufe) | Verkäufe  |
| ---------------------------- | ---------------------------------------------------------------------- | --------- |
| Australien (ARIA)            | Gold                                                                   | 35.000    |
| Deutschland (BVMI)           | Gold                                                                   | 250.000   |
| Frankreich (SNEP)            | Platin                                                                 | 1.000.000 |
| Italien (FIMI)               | Gold                                                                   | 25.000    |
| Vereinigte Staaten (RIAA)    | Platin                                                                 | 2.000.000 |
| Vereinigtes Königreich (BPI) | Gold                                                                   | 500.000   |
| Insgesamt                    | 4× Gold · 2× Platin ·                                                  | 3.810.000 |

Hauptartikel: Barbra Streisand/Auszeichnungen für Musikverkäufe

## Coverversionen
- 1980: Gitte Hænning (Die Frau, die dich liebt)
- 1980: Marianne Rosenberg (Ich hab auf Liebe gesetzt)
- 1980: Mireille Mathieu (Une femme amoureuse)
- 1981: Helena Vondráčková (To je štestí)
- 1989: Klaus Wunderlich
- 1989: Munich Symphonic Sound Orchestra
- 1989: Richard Clayderman
- 1995: Arja Koriseva (Rakastunut nainen)
- 1997: Natalia Kukulska
- 1998: Dana International
- 1999: Nina Badrić
- 2002: S.H.E
- 2002: Dana Winner
- 2006: Liz McClarnon
- 2006: Young Divas
- 2015: Olga Kormukhina